# ألبيرت بونياكو
ألبيرت بونياكو (بالألبانية: Albert Bunjaku) (مواليد 29 نوفمبر 1983 في غنييلان - كوسوفو) لاعب كرة قدم سويسري يلعب حاليا لصالح نادي الدرجة الأولى نورمبرغ الألماني منذ 2009 في مركز المهاجم .

## روابط خارجية
- ألبيرت بونياكو على موقع الاتحاد الدولي (مؤرشف)  (الإنجليزية)
- ألبيرت بونياكو على موقع الاتحاد الأوربي (الإنجليزية)
- ألبيرت بونياكو على موقع إي إس بي إن إف سي (الإنجليزية)
- ألبيرت بونياكو على موقع قاعدة بيانات كرة القدم.إي يو (الإنجليزية)
- ألبيرت بونياكو على موقع بيانات كرة القدم. دي إي (الألمانية)
- ألبيرت بونياكو على موقع ناشيونال فوتبول تيمز (الإنجليزية)
- ألبيرت بونياكو على موقع Soccerbase.com (لاعب) (الإنجليزية)
- ألبيرت بونياكو على موقع Soccerway.com (الإنجليزية)
- ألبيرت بونياكو على موقع عالم كرة القدم.نت (الإنجليزية)
- ألبيرت بونياكو على موقع كووورة